# Dizzee Rascal
Dylan Kwabena Mills MBE (sinh ngày 18 tháng 9 năm 1984), nổi bật hơn với nghệ danh Dizzee Rascal, là một MC và rapper người Anh. Anh là nhân vật tiên phong trong thể loại nhạc grime với các tác phẩm kết hợp cả các yếu tố của UK garage, bassline, British hip hop và r&b.
Dizzee Rascal đã phát hành album đầu tay Boy in da Corner vào năm 2003. Nhạc phẩm đã mang về cho anh giải Mercury năm 2003 và kể từ đó được coi là một nhạc phẩm grime kinh điển. Những album tiếp theo gồm Showtime, Maths + English và Tongue n' Cheek được giới phê bình khen ngợi và giành được chứng nhận đĩa bạch kim, trong đó Tongue n' Cheek đạt đĩa bạch kim với doanh số vượt quá 300.000 bản tại Vương quốc Anh. Anh còn sở hữu 5 đĩa đơn quán quân tại Vương quốc Anh gồm "Dance wiv Me", "Bonkers", "Holiday", "Dirtee Disco" và "Shout".

## Thân thế
Dizzee Rascal (tên khai sinh là Dylan Kwabena Mills) chào đời vào ngày 18 tháng 9 năm 1984 tại Bow, Luân Đôn. Cha anh là một người Nigeria qua đời khi Dizzee còn nhỏ, còn anh lớn lên ở Bow; trong một gia đình do người mẹ đơn thân Ghana Priscilla nuôi nấng, anh kể về bà: "Tôi gặp vấn đề khi còn nhỏ. Tôi bạo lực và quậy phá. Mẹ giúp tôi bằng cách tìm cho tôi một trường khác mỗi khi tôi bị đuổi học, luôn đấu tranh để giữ tôi ở lại hệ thống trường học."
Anh theo học tại một loạt trường học ở Đông Luân Đôn (kể cả Trường Langdon Park) và bị đuổi khỏi bốn trường trong số đó (tính cả Trường Cộng đồng St Paul's Way). Được biết, vào khoảng thời gian này, một giáo viên là người đầu tiên gọi anh là "Rascal". Cagey vkể chính xác về "những cơn điên" thuở nhỏ của Rascal, ở những buổi phỏng vấn đầu tiên, anh nhắc đến việc đánh nhau với giáo viên, ăn trộm xe hơi và cướp đồ của nhân viên giao pizza. Ở ngôi trường thứ năm, anh bị đuổi khỏi mọi lớp học ngoại trừ lớp nhạc. Anh cũng từng tham gia YATI (Nhà hát diễn viên nhí Islington). Một trong những giáo viên của anh ở trường là diễn viên hài Shazia Mirza, người dạy anh môn khoa học.
Anh bắt đầu sáng tác nhạc trên máy tính của trường nhờ có sự động viên của giáo viên dạy nhạc Joseph Robson, và trong kỳ nghỉ hè, anh đã tham dự hội thảo âm nhạc do Đại học Tower Hamlets Summer tổ chức (giờ đây anh là người bảo trợ cho ngôi trường). Anh là bạn thời nhỏ của cầu thủ bóng đá Danny Shittu, người mà anh mô tả là "gần như một người anh lớn"; tại nhà của Danny anh đã thực hiện những đĩa mixtape và bản nhạc đầu tiên của mình. Là một người bất thường giữa đám bạn của mình, anh đọc tạp chí nhạc heavy metal Kerrang! và là một người hâm mộ của ban nhạc grunge Nirvana.

## Sự nghiệp

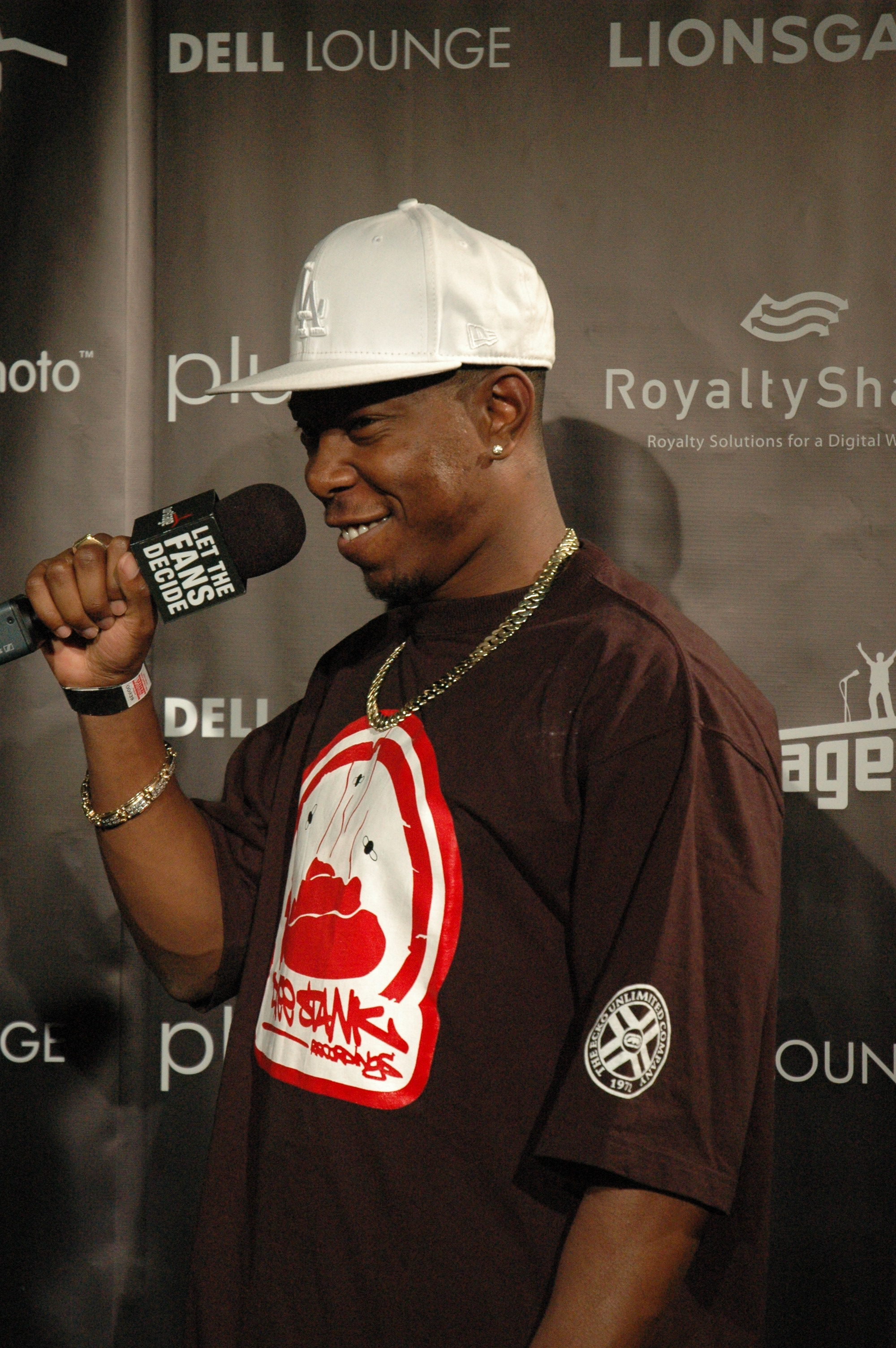
Rascal vào năm 2009

### 2000–2003: Đầu sự nghiệp
Khoảng năm 14 tuổi, Dizzee Rascal đã trở thành một DJ drum and bass nghiệp dư, đồng thời đọc rap các bản nhạc như một thông lệ trong văn hóa hệ thống âm thanh và thỉnh thoảng xuất hiện trên các đài phát thanh lậu địa phương. Năm 16 tuổi, anh tự sản xuất đĩa đơn đầu tiên của mình là "I Luv U". Năm 2002, anh đồng thành lập Roll Deep Crew, một nhóm nhà để xe gồm 13 thành viên với những người bạn học cũ. Anh còn ký hợp đồng solo với hãng thu âm XL.
Trong thời gian đầu sự nghiệp, Rascal hợp tác với cố vấn tên Wiley để sáng tác bài hát vẫn chưa được phát hành "We Ain't Have It" và đọc rap trong một số bản nhạc của Sidewinder. Anh chế ra một số đoạn hòa tấu gồm có "Go", "Ho" và "Streetfighter". Rascal đã và đang có một mối thù kéo dài từ cuối năm 2003 với nghệ sĩ grime đồng nghiệp trong giới underground Crazy Titch, bắt đầu khi một cuộc chiến nổ ra giữa hai người trong một chương trình khách mời trên đài phát thanh lậu Deja Vu FM. Chương trình này có sự góp mặt của nhiều nghệ sĩ grime giàu ảnh hưởng đời đầu, được ghi hình và tích lũy được hơn một triệu lượt xem trên YouTube, rồi dẫn đến hai bài nhạc công kích nhau.
Sau khi giành chiến thắng giải Sidewinder cho MC mới xuất sắc nhất vào năm 2002, Dizzee là giám khảo của chương trình Must Be The Music của đài Sky1.
Anh còn hát một phiên khúc trong bài remix "Let's Push Things Forward" của Roll Deep ở album Weak Become Heroes năm 2002 và đĩa đơn 12" của The Streets.

### 2003–2004:Boy in da Corner
Album solo đầu tiên của Dizzee mang Boy in da Corner, đã được phát hành và nhận đông đảo lời khen ngợi của giới phê bình vào tháng 8 năm 2003, qua đó lọt vào Top 40 của Vương quốc Anh ở vị trí thứ 40. Sau đấy album đạt hạng cao nhất là vị trí thứ 23. Cùng tuần mà album được phát hành, khi đang biểu diễn với Roll Deep Crew ở Síp, Dizzee đã bị đâm 6 nhát. Nhiều báo lá cải cho rằng sự cố này có liên quan đến mối thù công khai giữa Dizzee và nghệ sĩ garage So Solid Crew, và hành động véo mông Lisa Maffia của anh. Sau khi Dizzee nhập viện, thành viên So Solid Crew "Megaman"– tên thật Dwayne Vincent– đã bị thẩm vấn về vụ việc, song được cảnh sát Síp thả ra.
Sau thành công của đĩa đơn "I Luv U" và album, đĩa đơn thứ hai trích từ Boy in da Corner là "Fix Up, Look Sharp" được phát hành vào tháng 8 năm 2003, mang lại cho Dizzee đĩa đơn đầu tiên lọt Top 20 tại Anh Quốc và cũng trở thành bài hit lớn nhất trong album đầu tay của anh. Tháng 9, Dizzee được trao giải Mercury danh giá cho album hay nhất năm 2003. Anh là người trẻ nhất (19 tuổi) và rapper thứ hai (sau Ms. Dynamite một năm trước) làm được điều này. Album này còn được chọn là album hay nhất năm bởi Planet Sound và là một trong 50 album hay nhất năm của Rolling Stone. Phong cách độc đáo của Rascal, khi "các từ phát ra ở âm vực và tốc độ cao, như thể âm tiết là thứ duy nhất có thể kìm hãm tiếng hét", đã mang đến cho anh một thứ âm thanh mà những khán giả hip hop có thể đón nhận như một thứ gì đó mới mẻ và nguyên bản trong giới hip hop lúc ấy. Cuối năm đó, anh hợp tác với Basement Jaxx ở album thứ ba Kish Kash của họ, cụ thể là trong bài "Lucky Star". Bài hát được phát hành làm đĩa đơn vào tháng 11 năm 2003 và mang lại cho Dizzee bài hit thứ ba lọt top 30. Đĩa đơn thứ ba và cũng là đĩa đơn cuối cùng trích từ album đầu tay của anh là "Jus' a Rascal" đã trở thành bài hit top 30 thứ tư của anh. Bài hát còn có mặt trong bộ phim Kidulthood phát hành năm 2006.
"Jezebel" không phải đĩa đơn trong album, nhưng đã được đón nhận nồng nhiệt, gây được chú ý và nổi tiếng trong giới underground. Bài hát kể câu chuyện của một cô gái trẻ ở Luân Đôn, cô trải qua năm đi tiệc tùng, say xỉn, sử dụng ma túy và quan hệ tình dục, qua đó giành được danh hiệu Jezebel. Anh có buổi hòa nhạc đầy tay tại Mỹ vào ngày 7 tháng 2 năm 2004 tại Volume ở Williamsburg, Brooklyn.

### 2004–2007:Showtime

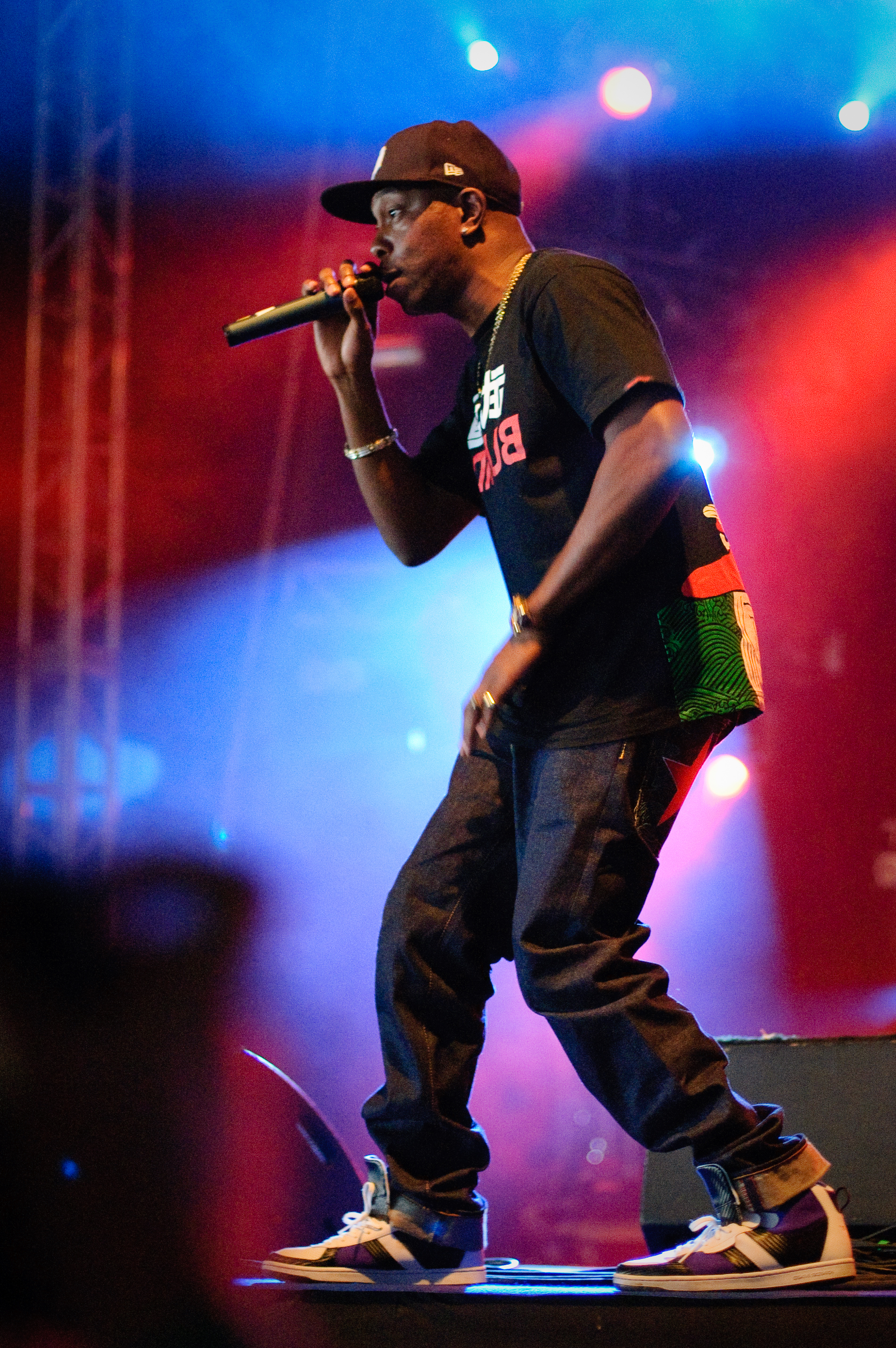
Dizzee Rascal biểu diễn tại nhạc hội Ilosaarirock 2009

Năm 2004, Dizzee Rascal thắng giải NME cho phát kiến. Album thứ hai của anh là Showtime (phát hành vào tháng 9 cùng năm) làm lu mờ đỉnh cao mà album đầu tay đạt được khi giành vị trí số 8 trên UK Albums Chart. Đĩa đơn đầu tiên của album (phát hành hai tuần trước đó vào tháng 8 năm 2004) có tựa "Stand Up Tall"; do nhà sản xuất nhạc grime DJ Youngstar của Pulse-X sáng tác và sản xuất. Bài tiêu đề có mặt trong soundtrack của trò chơi video FIFA Street đầu tiên.
Đĩa đơn thứ hai "Dream" (một bài hit khác lọt top 20) được phát hành vào tháng 11 năm 2004. Bài lấy nhạc mẫu (và sử dụng điệp khúc) từ bài hát "Happy Talk" của Captain Sensible, ban đầu là của Rodgers và Hammerstein (các nhà chế tác vở nhạc kịch South Pacific). Video âm nhạc (MV) của "Dream" có một chương trình marionette thiếu nhi theo phong cách thập niên 1950, mô tả những cảnh tương ứng với ca từ về tuổi trẻ của Dizzee: văn hóa đường phố, tội phạm, bà mẹ thiếu niên đơn thân, đài phát thanh lậu và câu lạc bộ ga-ra.
Cuối năm 2004, Dizzee Rascal là thành viên của Band Aid 20, một nhóm nhạc sĩ người Anh tái thu âm "Do They Know It's Christmas?" Anh không hát trong bài hát mà thay vào đó, anh rap hai câu hát ("Spare a thought this yuletide for the deprived, if the table was turned would you survive?" và "You ain't gotta feel guilt just selfless, give a little help to the helpless"). Dizzee Rascal là người đầu tiên thêm ca từ vào bài hát kể từ khi bản gốc được phát hành; đây là dịp đánh dấu lần đầu tiên Dizzee đạt vị trí quán quân trên UK Singles Chart, với tư cách một phần của nhóm.
Năm 2004, Dizzee Rascal tiến hành một thỏa thuận chứng thực quốc tế với thương hiệu đô thị Eckō Unltd. và thiết kế mẫu giày của riêng mình với Nike vào năm 2005.

### 2007–2009:Maths + English
Album thứ ba của Dizzee là Maths + English được phát hành vào ngày 4 tháng 6 năm 2007. Anh chia sẻ trong một buổi phỏng vấn trước khi phát hành album rằng "Maths" chỉ việc sản xuất, về mặt beat (nhịp điệu), giao dịch và tiền bạc, còn "English" để chỉ việc viết lời. Đĩa đơn đầu tiên trong album này mang tên "Sirens", được phát hành vào ngày 21 tháng 5.
Album lọt vào danh sách 12 ứng viên đề cử giải Mercury năm 2007, song chung cuộc giải thuộc về album Myths of the Near Future của Klaxons. Cùng năm ấy, Dizzee hợp tác với nghệ sĩ đa thể loại Beck trong bản remix bài hát "Hell Yes", và góp giọng khách mời trong một bài của Arctic Monkeys, bài mặt B cho đĩa đơn "Brianstorm" có tên "Temptation Greets You Like Your Naughty Friend". Phiên bản cùng bài hát trên của Dizzee được đề tên là "Temptation" trong album thứ ba của anh.
Album được phát hành chính thức tại Mỹ vào ngày 29 tháng 4 năm 2008; đĩa chứa hai bài nhạc không có trong đĩa phát hành ở châu Âu, nhưng không có bài "Pussyole'". Đây là album đầu tiên của Dizzee được phát hành dưới hãng đĩa Definitive Jux.
Năm 2008, Rascal thu âm một bài hát cho tổ chức từ thiện tự sát CALM; bài hát "Dean" nói về một người bạn của Dizzee từng tự kết liễu đời mình. Tháng 12 năm đó, anh bị bắt sau một vụ việc bị cáo buộc liên quan đến một cây gậy bóng chày ở Đông Nam Luân Đôn. Anh được tại ngoại để trở lại đồn cảnh sát vào cuối tháng 12. Năm 2009, Boy in da Corner đã được NME bình chọn là album nhạc indie hay nhất mọi thời đại.

### 2009–2012:Tongue n' Cheek

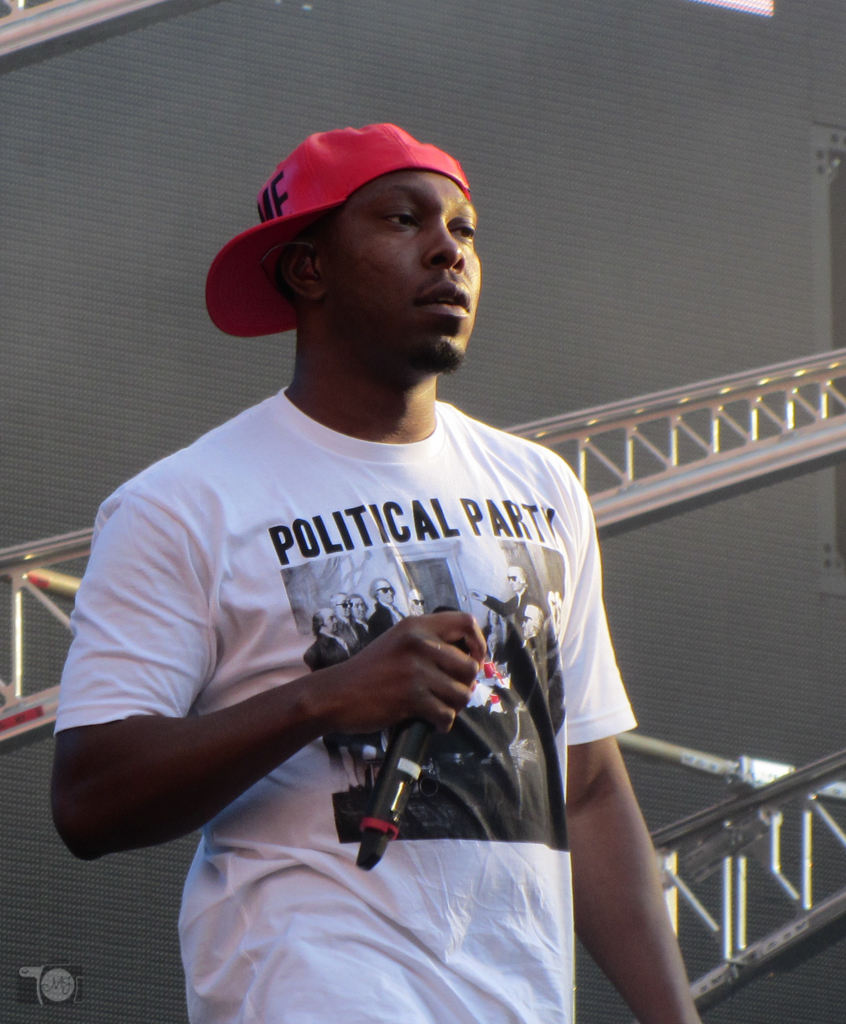
Dizzee Rascal biểu diễn cùng Muse trong chuyến lưu diễn sân vận động của họ vào năm 2013

Dizzee Rascal phát hành album phòng thu thứ tư mang tên Tongue n' Cheek vào ngày 21 tháng 9 năm 2009. Album chứa 4 bài hit quán quân của anh: "Dance wiv Me", " Bonkers (với Armand Van Helden), "Holiday" và "Dirtee Disco". Thông tin phát hành album đã được công bố trên chương trình Friday Night with Jonathan Ross, nơi Dizzee Rascal tiết lộ một số chi tiết về album, kể cả thông tin bài hát và sản xuất. Trong một ca khúc hợp tác với Chase & Status có tựa đề "Heavy", Dizzee Rascal kể: "Grime có chút thời gian không có tôi vẫn không hề dơ bẩn mà thiếu tôi, Không cuộc sống nào thiếu tôi, không Risky Roadz, không Grime Daily" dường như để cố tạo ấn tượng rằng grime đã biến mất kể từ khi anh ta rời khỏi giới nhạc này. Ngày 23 tháng 5 năm 2008, Calvin Harris (từng hợp tác với Rascal trong bài hit quán quân "Dance Wiv Me") tiết lộ trên Twitter của mình rằng anh đang sản xuất một bài của Dizzee; tại Nhạc hội Evolution, Newcastle, và khi đi lưu diễn hỗ trợ The Prodigy, anh xác nhận rằng hai đĩa đơn mới có tên "Road Rage" và "Dirtee Cash" (cả hai đều có trong album) sẽ được phát hành. "Dirtee Cash" đạt vị trí thứ 10 (hạng cao nhất) còn Road Rage chưa bao giờ được phát hành dưới dạng đĩa đơn.
Tại lễ trao giải Brit thường niên lần thứ 30, Dizzee Rascal đã thắng giải Nam nghệ sĩ Anh xuất sắc nhất. Sau đó, anh biểu diễn một bản mash-up mang tên "You Got the Dirtee Love" với Florence and the Machine. Sản phẩm hợp tác này được phát hành dưới dạng đĩa đơn từ thiện vào ngày hôm sau và đạt vị trí thứ 2 (hạng cao nhất) trên UK Singles Chart.
Ngày 31 tháng 5 năm 2010, Dizzee tái phát hành album Tongue n' Cheek cùng một số bài hát mới, bao gồm "Dirtee Disco" được phát hành vào ngày 24 tháng 5 năm 2010. Bài hát đã đoạt ngôi quán quân trên UK Singles Chart.
Tháng 8 năm 2010, báo chí đưa tin rằng rằng anh sẽ hợp tác với ngôi sao nhạc pop người Colombia Shakira trong phiên bản tiếng Anh của bài "Loca", đĩa đơn đầu tiên trong album Sale el Sol của cô. Anh chia sẻ rằng "Tôi biết bây giờ điều đó nghe có vẻ hơi điên rồ, nhưng bạn sẽ xem chuyện gì đang xảy ra, tôi đang làm cái gì gì đó khác biệt với một người đàn ông, theo một mẹo đơn giản". Vào tuần ngày 14 tháng 10 năm 2010, Dizzee lần đầu xuất hiện trên Billboard Hot 100 của Hoa Kỳ sau khi bài hát đạt vị trí thứ 32 (hạng cao nhất).
Ngày 6 tháng 2 năm 2011, có thông báo rằng Dizzee sẽ hỗ trợ Red Hot Chili Peppers tại buổi trình diễn Knebworth House của họ vào mùa hè.

### 2012–2017:DirteeTV.comvàThe Fifth
Vào dịp năm mới 2011, Dizzee Rascal đã phát hành DirteeTV.com cùng với Newham Generals, D Double E và Footsie. Băng mixtpage gồm 25 bài hát được phát hành dưới dạng tải nhạc miễn phí và có sự tham gia khách mời của các rapper đồng nghiệp JME, Kano, Scrufizzer, Example, Rapid, Chronik, Hyper và Smurfie Syco. Băng mixtape có xuất hiện các bài nhạc từ mới đến cũ của của Dizzee Rascal.
Năm 2012, anh cũng được cho là sẽ hợp tác với Snoop Dogg bất kể là trong album mới của anh hoặc album mới của Reincarnated của Snoop Dogg. Lần hợp tác đầu tiên của anh với DJ Fresh, "The Power" là đĩa đơn thứ ba trích từ album phòng thu thứ ba của Fresh, phát hành vào tháng 9 năm 2012. Dizzee còn biểu diễn trong lễ khai mạc Thế vận hội Luân Đôn 2012.
Ở album phòng thu thứ ba 18 Months của Calvin Harris, Dizzee Rascal kết hợp với Harris và Dillon Francis để sáng tác ca khúc "Here 2 China". Album The Fifth của Dizzee Rascal được phát hành vào năm 2013. Đĩa đơn đầu tiên là "Goin' Crazy" hợp tác với Robbie Williams.

### 2016–nay:RaskitvàE3 AF

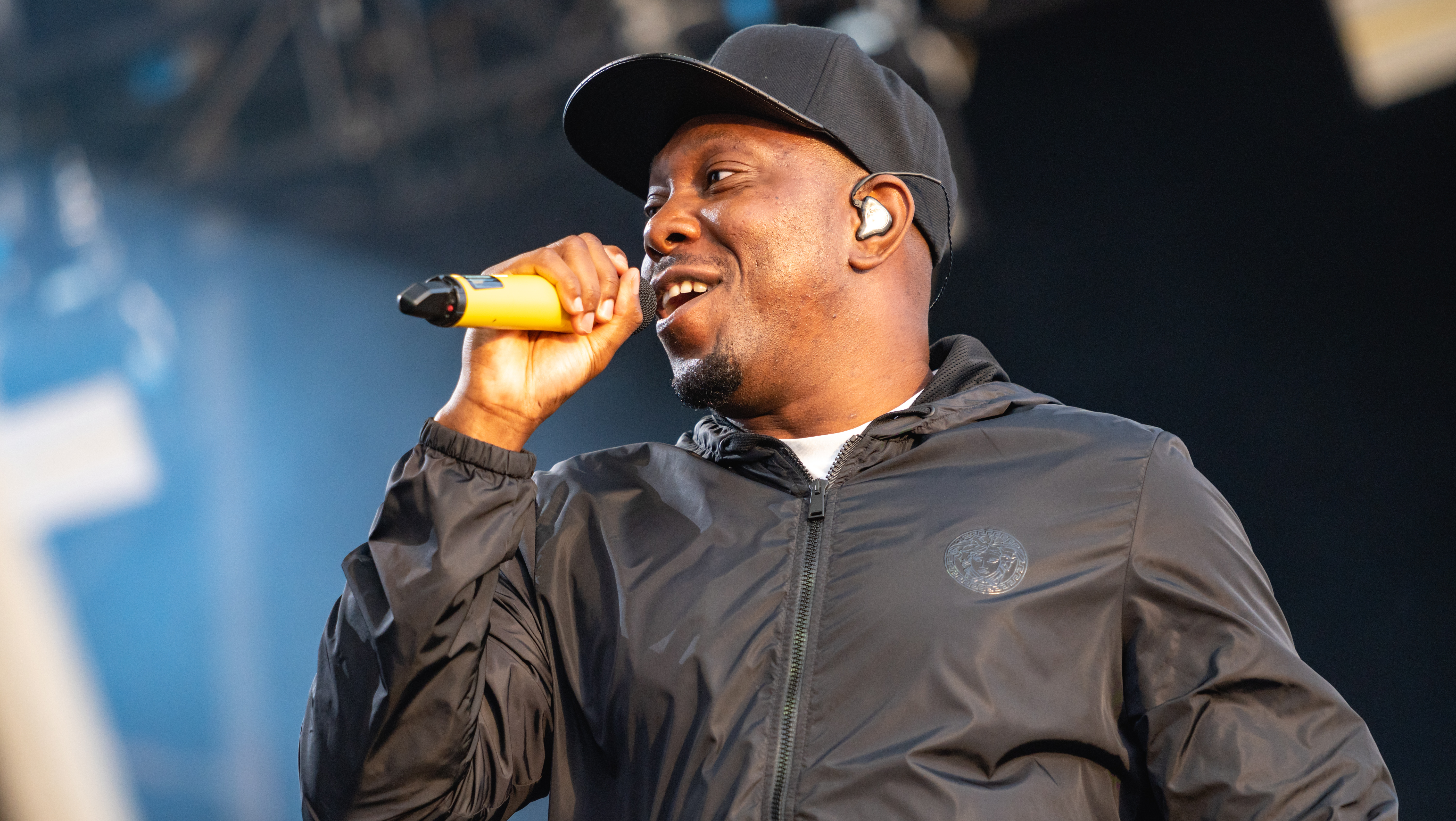
Dizzee Rascal biểu diễn tại Cornwall vào năm 2021

Tháng 6 năm 2016, Dizzee Rascal hợp tác lần thứ ba với Calvin Harris trong đĩa đơn "Hype" (đạt vị trí thứ 34 trên UK Singles Chart). Một năm sau, anh phát hành đĩa đơn "Space" với đoạn trailer teaser được truyền phát trực tiếp và công bố album phòng thu thứ 6 của mình mang tên Raskit. Album được phát hành vào ngày 21 tháng 7 năm 2017 rồi đạt vị trí thứ 10 (hạng cao nhất) trên UK Albums Chart. Cuối năm đó, anh hợp tác với rapper người Pháp Orelsan trong bài hát "Zone" (cũng có Nekfeu tham gia).
Dizzee Rascal đã phát hành một đĩa EP có nhan đề Don't Gas Me vào tháng 9 năm 2018. Đĩa EP còn đánh dấu lần đầu tiên Dizzee và Skepta cùng nhau làm một bài hát, bài Money Right đã đạt vị trí thứ 68 (hạng cao nhất) trên Uk Singles Chart. Anh còn bắt đầu xuất hiện trong các quảng cáo của Ladbrokes trên truyền hình, với "Bonkers" phát ở chế độ nền.
Tháng 8 năm 2020, Dizzee Rascal công bố album phòng thu thứ 7 của mình mang tên E3 AF, rồi phát hành album vào ngày 30 tháng 10 năm 2020. Album đạt vị trí thứ 13 (hạng cao nhất) trên UK Albums Chart.

## Âm nhạc và phong cách
Khi bắt đầu sáng tác nhạc ở tuổi thiếu niên, Dizzee Rascal đã "học rap nhanh" trên các bản ghi drum and bass với nhịp 170-180 bpm, trái ngược với nhịp chậm hơn của UK Garage. Anh còn kể lại mình đã bị ảnh hưởng bởi crunk (Three 6 Mafia, Lil Jon), nhạc grunge, Black Sabbath và tác phẩm của Timbaland vào khoảng thời gian đó.
Dizzee Rascal từng chia sẻ với tác giả Ben Thompson trong một buổi phỏng vấn với tạp chí The Observer rằng "mọi thứ tôi làm là vì âm nhạc– Tôi muốn làm chủ nó như Lý Tiểu Long làm chủ võ thuật”.
Dizzee Rascal đã hợp tác thân thiết với cố vấn Wiley của mình; Wiley là người đã sáng tác một trong những bài nhạc grime đầu tiên, được gọi là "Eskimo". Năm 2005, nhà phê bình âm nhạc Sasha Frere-Jones nhận xét rằng mặc dù Dizzee gây được sự chú ý lớn của thị trường đại chúng, song nhạc grime vẫn chưa có bước đột phá về mặt thương mại ở Mỹ, mặc dù nó đã "trở nên quen thuộc". DJ của anh là DJ Semtex chia sẻ vào năm 2004: "mâu thuẫn lớn nhất mà tôi gặp phải là với các hãng đĩa lớn vì họ vẫn chưa hiểu [dòng nhạc]". Andy Bennett và Jon Stratton nhấn mạnh trong cuốn sách Britpop and the English Music Tradition (2010) về cách mà Dizzee Rascal cùng với Sway và MIA tạo ra thứ âm nhạc khai phá những tác phẩm nhạc điện âm mới bằng công nghệ mới, với lời ca bày tỏ sự tức giận trước sự lệ thuộc "phân biệt chủng tộc" ở các nhóm thiểu số của Anh và rằng phát kiến ấy sinh ra những loại hình âm nhạc mới như grime và dubstep; hai thể loại này chắc chắn có dính dáng đến chính trị. Thành công trên bảng xếp hạng của những nghệ sĩ chịu ảnh hưởng nặng của grime như anh được báo trước như một tín hiệu cho thấy người Anh da trắng đang thích nghi với sự kết hợp âm nhạc đa văn hóa và đa dạng mới, trái ngược với các ban nhạc trước đây.

## Sở thích khác

### Dirtee Stank
Bản phát hành hãng đĩa trắng đầu tiên của "I Luv U" được thực hiện trên hãng đĩa riêng của Rascal mang tên Dirtee Stank, được phát hành năm anh 16 tuổi, mặc dù cả các album của anh và những đĩa đơn sau này của họ đều được phát hành qua XL Recordings. Mãi cho đến ngày 30 tháng 9 năm 2005, Dizzee Rascal mới 'tái lập' hãng đĩa và ký các bản hợp đồng đầu tiên, Klass A và Newham Generals.
Hãng đĩa do Dizzee Rascal thành lập kiêm nắm quyền sở hữu, đồng thời do Cage (quản lý của Dizzee), Laurence Ezra (giám đốc hãng đĩa), nhà quản lý lưu diễn Paddy Stewart và giám đốc sản xuất Teriy Keys cùng điều hành. Theo Cage, Dirtee Stank tồn tại để quảng bá cho những nghệ sĩ tài năng mắc "các vấn đề xã hội" có thể làm các hãng đĩa khác sợ hãi. "Những người thông qua những điều kiện sống của họ có thể không ổn định."
Kể từ tháng 8 năm 2011, Newham Generals (D Double E & Footsie), Smurfie Syco và Pepper đã ký hợp đồng với hãng đĩa. Năm 2014, Merky ACE đã được điền thêm vào đội hình nghệ sĩ của Dirtee Stank.

### Chính trị
Trong cuộc bầu cử tổng thống Hoa Kỳ năm 2008, Dizzee đã trả lời phỏng vấn trực tiếp cho người dẫn chương trình Jeremy Paxman của Newsnight, trong đó ông mô tả Barack Obama là "một biểu tượng thống nhất tức thì". Từng có lúc được Paxman gọi là "Mr Rascal", anh chia sẻ rằng mình cảm thấy hip-hop đóng một vai trò quan trọng trong việc khuyến khích các cử tri trẻ tuổi và hài hước, đề xuất rằng một ngày nào đó anh có thể trở thành Thủ tướng.

## Đời tư
Tháng 3 năm 2005, Dizzee Rascal bị bắt vì cáo buộc mang theo một khẩu súng chia 5 phần sau khi bị khám xét tại một điểm dừng ô tô ở phía đông Luân Đôn; anh bị phát hiện tàng trữ bình xịt hơi cay. Người cầm lái chiếc xe cũng bị bắt sau khi bị phát hiện tàng trữ bình xịt hơi cay, dùi cui ASP và cần sa.
Tháng 2 năm 2008, bạn gái cũ của Dizzee Rascal là người mẫu Kaya Bousquet (người mà anh từng hẹn hò trong hai năm) đã tử vong trong một vụ tai nạn tốc độ cao trên đường cao tốc M1. Cuối năm ấy, vào tháng 12, anh bị bắt và bị nghi ngờ sở hữu vũ khí tấn công sau khi bị cáo buộc dùng một cây gậy bóng chày tiếp cận một người lái xe mô tô trong một vụ xô xát trên đường ở Sevenoaks Way, Orpington.
Dizzee Rascal cho biết vào năm 2010 rằng anh định sẽ không sử dụng ma túy hoặc rượu trong tương lai. Anh kể với The Independent: "Tôi không uống chút rượu nào. Không thuốc lá. Tôi chẳng làm gì cả – ngoại trừ đấm bốc để giải phóng năng lượng." Tuy nhiên, vào năm 2011, khi được hỏi đồ uống yêu thích của mình là gì trong một buổi phỏng vấn với GQ, anh đáp: "Bây giờ tôi có uống [rượu] không? Thành thật mà nói với bạn, toàn bộ cái ấn tượng sống sạch chẳng kéo dài được lâu. Công bằng mà nói, sai lầm lớn nhất của tôi có lẽ là nói điều đó trong một buổi phỏng vấn. Tôi đã cố hết sức sức sống sạch – song tôi cũng thích tiệc tùng như bất kỳ ai khác."
Tháng 11 năm 2013, Rascal nhận bằng Tiến sĩ Nghệ thuật danh dự của Đại học Đông Luân Đôn. Anh được vinh danh Thành viên của Huân chương Đế chế Anh (MBE) trong lễ vinh danh sinh nhật 2020 vì những cống hiến cho âm nhạc 
Ngày 7 tháng 3 năm 2022, Dizzee Rascal bị kết tội hành hung bạn tình cũ Cassandra Jones tại một ngôi nhà ở Streatham vào ngày 8 tháng 6 năm 2021, sau một 'cuộc cãi vã hỗn loạn'. Khi rời tòa án, anh hất chiếc máy ảnh từ tay một nhiếp ảnh gia của Hiệp hội Báo chí và ném nó xuống đường.

## Danh sách đĩa nhạc
- Boy in da Corner (2003)
- Showtime (2004)
- Maths + English (2007)
- Tongue n' Cheek (2009)
- The Fifth (2013)
- Raskit (2017)
- E3 AF (2020)

## Đề cử và giải thưởng
| Năm  | Giải thưởng                         | Hạng mục                                                   | Tác phẩm/người đề cử                  | Kết quả   | Chú thích |
| ---- | ----------------------------------- | ---------------------------------------------------------- | ------------------------------------- | --------- | --------- |
| 2003 | BT Digital Music Awards             | Sử dụng điện thoại di động tốt nhất                        | Boy in da Corner                      | Đoạt giải | [ 63 ]    |
| 2003 | Giải Mercury                        | Album hay nhất năm                                         | Boy in da Corner                      | Đoạt giải | [ 64 ]    |
| 2003 | Urban Music Awards                  | Nhân vật mới xuất sắc nhất                                 | Chính anh                             | Đoạt giải |           |
| 2003 | MOBO Awards                         | Nhân vật mới xuất sắc nhất                                 | Chính anh                             | Đề cử     | [ 65 ]    |
| 2003 | MOBO Awards                         | Nghệ sĩ garage xuất sắc nhất                               | Chính anh                             | Đề cử     | [ 65 ]    |
| 2004 | Giải NME                            | Phát kiến                                                  | Chính anh                             | Đoạt giải |           |
| 2004 | MOBO Awards                         | Nghệ sĩ Liên hiệp Anh của năm                              | Chính anh                             | Đoạt giải | [ 66 ]    |
| 2004 | Giải Brit                           | Nghệ sĩ Anh đột phá nhất                                   | Chính anh                             | Đề cử     | [ 67 ]    |
| 2004 | Giải Brit                           | Nam nghệ sĩ solo Anh xuất sắc nhất                         | Chính anh                             | Đề cử     | [ 67 ]    |
| 2004 | Giải Brit                           | Nghệ sĩ urban Anh xuất sắc nhất                            | Chính anh                             | Đề cử     | [ 67 ]    |
| 2004 | Giải Ivor Novello                   | Bài hát đương đại xuất sắc nhất                            | "Jus' a Rascal"                       | Đề cử     | [ 68 ]    |
| 2004 | Q Awards                            | Album xuất sắc nhất                                        | Showtime                              | Đề cử     |           |
| 2005 | Giải Brit                           | Nghệ sĩ urban Anh xuất sắc nhất                            | Chính anh                             | Đề cử     | [ 67 ]    |
| 2005 | PLUG Independent Music Awards       | Album của năm                                              | Boy in da Corner                      | Đề cử     | [ 69 ]    |
| 2005 | PLUG Independent Music Awards       | Album hip-hop của năm                                      | Boy in da Corner                      | Đề cử     | [ 69 ]    |
| 2005 | PLUG Independent Music Awards       | Nghệ sĩ của năm                                            | Chính anh                             | Đề cử     | [ 69 ]    |
| 2005 | PLUG Independent Music Awards       | Nghệ sĩ mới của năm                                        | Chính anh                             | Đề cử     | [ 69 ]    |
| 2005 | PLUG Independent Music Awards       | Nam nghệ sĩ của năm                                        | Chính anh                             | Đề cử     | [ 69 ]    |
| 2006 | Giải Brit                           | Nghệ sĩ urban Anh xuất sắc nhất                            | Chính anh                             | Đề cử     | [ 67 ]    |
| 2007 | MOBO Awards                         | Nam nghệ sĩ Anh xuất sắc nhất                              | Chính anh                             | Đoạt giải | [ 70 ]    |
| 2007 | MOBO Awards                         | Nghệ sĩ hip-hop xuất sắc nhất                              | Chính anh                             | Đề cử     | [ 70 ]    |
| 2007 | MOBO Awards                         | Đĩa đơn xuất sắc nhất                                      | "Sirens"                              | Đề cử     | [ 70 ]    |
| 2007 | MOBO Awards                         | Video xuất sắc nhất                                        | "Sirens"                              | Đề cử     | [ 70 ]    |
| 2007 | Antville Music Video Awards         | Video kể chuyện xuất sắc nhất                              | "Sirens"                              | Đoạt giải |           |
| 2007 | Giải Mercury                        | Album của năm                                              | Maths + English                       | Đề cử     | [ 71 ]    |
| 2008 | MOBO Awards                         | Nam nghệ sĩ Anh xuất sắc nhất                              | Chính anh                             | Đoạt giải | [ 72 ]    |
| 2008 | MOBO Awards                         | Nghệ sĩ hip-hop xuất sắc nhất                              | Chính anh                             | Đề cử     | [ 72 ]    |
| 2008 | MOBO Awards                         | Đĩa đơn xuất sắc nhất                                      | "Dance wiv Me" (với Calvin Harris)    | Đề cử     | [ 72 ]    |
| 2008 | Popjustice £20 Music Prize          | Đĩa đơn pop Anh xuất sắc nhất                              | "Dance wiv Me" (với Calvin Harris)    | Đề cử     |           |
| 2008 | Rober Awards Music Prize            | Video nhạc xuất sắc nhất                                   | "Toe Jam" (với The BPA & David Byrne) | Đề cử     | [ 73 ]    |
| 2008 | UK Music Video Awards               | Video nhạc dance xuất sắc nhất                             | "Toe Jam" (với The BPA & David Byrne) | Đề cử     |           |
| 2008 | UK Music Video Awards               | Video nhạc urban xuất sắc nhất                             | "Sirens"                              | Đề cử     |           |
| 2009 | Urban Music Awards                  | Nam nghệ sĩ xuất sắc nhất                                  | Chính anh                             | Đoạt giải |           |
| 2009 | MOBO Awards                         | Nghệ sĩ Anh xuất sắc nhất                                  | Chính anh                             | Đề cử     | [ 74 ]    |
| 2009 | MOBO Awards                         | Nghệ sĩ hip-hop xuất sắc nhất                              | Chính anh                             | Đề cử     | [ 74 ]    |
| 2009 | MOBO Awards                         | Video xuất sắc nhất                                        | "Bonkers"                             | Đề cử     | [ 74 ]    |
| 2009 | Giải Brit                           | Đĩa đơn Anh của năm                                        | "Dance wiv Me" (với Calvin Harris)    | Bị loại   | [ 67 ]    |
| 2009 | Giải Ivor Novello                   | Bài hát đương đại xuất sắc nhất                            | "Dance wiv Me" (với Calvin Harris)    | Đề cử     | [ 75 ]    |
| 2009 | Giải Video âm nhạc của MTV Nhật Bản | Video nhạc dance xuất sắc nhất                             | "Toe Jam" (với The BPA & David Byrne) | Đề cử     | [ 76 ]    |
| 2009 | Q Awards                            | Video xuất sắc nhất                                        | "Holiday"                             | Đề cử     |           |
| 2009 | Q Awards                            | Bài hát xuất sắc nhất                                      | "Bonkers"                             | Đề cử     |           |
| 2009 | The Record of the Year              | Thu âm của năm                                             | "Bonkers"                             | Đề cử     |           |
| 2009 | UK Music Video Awards               | Video nhạc dance xuất sắc nhất                             | "Bonkers"                             | Đề cử     |           |
| 2010 | BT Digital Music Awards             | Nghệ sĩ độc lập xuất sắc nhất                              | Chính anh                             | Đoạt giải | [ 77 ]    |
| 2010 | BT Digital Music Awards             | Nam nghệ sĩ xuất sắc nhất                                  | Chính anh                             | Đề cử     | [ 78 ]    |
| 2010 | MOBO Awards                         | Nghệ sĩ Anh xuất sắc nhất                                  | Chính anh                             | Đề cử     | [ 79 ]    |
| 2010 | MOBO Awards                         | Video xuất sắc nhất                                        | "Dirtee Disco"                        | Đề cử     | [ 79 ]    |
| 2010 | MOBO Awards                         | Album xuất sắc nhất                                        | Tongue N' Cheek                       | Đề cử     | [ 79 ]    |
| 2010 | Giải Mercury                        | Album của năm                                              | Tongue N' Cheek                       | Đề cử     | [ 80 ]    |
| 2010 | UK Music Video Awards               | Quảng cáo nhạc - truyền hình hoặc trực tuyến xuất sắc nhất | Tongue N' Cheek                       | Đoạt giải |           |
| 2010 | Music Producers Guild Awards        | Album Anh xuất sắc nhất                                    | Tongue N' Cheek                       | Đoạt giải | [ 81 ]    |
| 2010 | Giải Ivor Novello                   | Giải Album                                                 | Tongue N' Cheek                       | Đề cử     | [ 82 ]    |
| 2010 | Giải Ivor Novello                   | Bài hát đương đại xuất sắc nhất                            | "Bonkers"                             | Đề cử     | [ 82 ]    |
| 2010 | Giải Brit                           | Đĩa đơn Anh của năm                                        | Chính anh                             | Đề cử     | [ 67 ]    |
| 2010 | Giải Brit                           | Nam nghệ sĩ Anh solo xuất sắc nhất                         | Chính anh                             | Đoạt giải | [ 67 ]    |
| 2010 | BET Awards                          | Nghệ sĩ quốc tế xuất sắc nhất                              | Chính anh                             | Đoạt giải |           |
| 2010 | Q Awards                            | Nam nghệ sĩ xuất sắc nhất                                  | Chính anh                             | Đề cử     |           |
| 2011 | Giải Ivor Novello                   | Giải cảm hứng Ivors                                        | Chính anh                             | Đoạt giải | [ 83 ]    |
| 2012 | Q Awards                            | Nghệ sĩ solo xuất sắc nhất                                 | Chính anh                             | Đề cử     |           |
| 2013 | Antville Music Video Awards         | Nghệ sĩ ủy thác xuất sắc nhất                              | Chính anh                             | Đề cử     |           |
| 2013 | Camerimage                          | Video nhạc xuất sắc nhất                                   | "Bassline Junkie"                     | Đề cử     | [ 84 ]    |
| 2013 | MOBO Awards                         | Video xuất sắc nhất                                        | "Bassline Junkie"                     | Đề cử     | [ 85 ]    |
| 2013 | UK Music Video Awards               | Video nhạc urban xuất sắc nhất - L.H.Anh                   | "Bassline Junkie"                     | Đề cử     |           |
| 2013 | UK Music Video Awards               | Video nhạc urban xuất sắc nhất - L.H.Anh                   | "I Don't Need a Reason"               | Đề cử     |           |
| 2013 | UK Music Video Awards               | Chỉ đạo nghệ thuật & thiết kế video xuất sắc nhất          | "Goin' Crazy" (với Robbie Williams)   | Đề cử     |           |
| 2013 | UK Music Video Awards               | Video nhạc pop xuất sắc nhất – L.H.Anh                     | "Goin' Crazy" (với Robbie Williams)   | Đề cử     |           |
| 2013 | UK Music Video Awards               | Video nhạc pop xuất sắc nhất – L.H.Anh                     | "Wild" (với Jessie J & Big Sean)      | Đề cử     |           |
| 2013 | UK Music Video Awards               | Dựng Video xuất sắc nhất                                   | "Wild" (với Jessie J & Big Sean)      | Đề cử     |           |
| 2014 | BET Awards                          | Nghệ sĩ quốc tế xuất sắc nhất: L.H.Anh                     | Chính anh                             | Đề cử     | [ 86 ]    |
| 2014 | Hungarian Music Awards              | Album rap/hip-hop của năm                                  | The Fifth                             | Đoạt giải |           |
| 2015 | UK Music Video Awards               | Video nhạc urban xuất sắc nhất - L.H.Anh                   | "Couple of Stacks"                    | Đề cử     |           |
| 2015 | UK Music Video Awards               | Video nhạc urban xuất sắc nhất - L.H.Anh                   | "Pagans"                              | Đề cử     |           |
| 2018 | Berlin Music Video Awards           | Kể chuyện xuất sắc nhất                                    | "Bop N' Keep It Dippin"               | Đề cử     | [ 87 ]    |
| 2018 | UK Music Video Awards               | Video nhạc urban xuất sắc nhất - L.H.Anh                   | "Bop N' Keep It Dippin"               | Đề cử     |           |
| 2018 | UK Music Video Awards               | Thiết kế video xuất sắc nhất                               | "Bop N' Keep It Dippin"               | Đề cử     |           |
| 2018 | Giải Webby                          | Video nhạc xuất sắc nhất                                   | "Bop N' Keep It Dippin"               | Đoạt giải | [ 88 ]    |
| 2019 | Berlin Music Video Awards           | Kể chuyện xuất sắc nhất                                    | "Money Right" (với Skepta)            | Đề cử     |           |
| 2019 | D&AD Awards                         | Thiết kế sản xuất xuất sắc nhất - Wood Pencil              | "Money Right" (với Skepta)            | Đoạt giải | [ 89 ]    |
| 2019 | UK Music Video Awards               | Thiết kế sản xuất video xuất sắc nhất                      | "Money Right" (với Skepta)            | Đề cử     | [ 90 ]    |
| 2019 | Giải Webby                          | Video nhạc xuất sắc nhất                                   | "Money Right" (với Skepta)            | Đoạt giải | [ 91 ]    |